# Вешкайма
Вешка́йма — рабочий посёлок в Ульяновской области России. Административный центр Вешкаймского района и Вешкаймского городского поселения .
Население — 5783 чел. (2021).

## Название
Название по происхождению связано с финно-угорскими племенами. Так, в эрзя-мордовском имеется нарицательное «вишка» — «малый, небольшой по размерам», а словосочетание «вишкине ведь» означает «маленькая речка».

## География
Посёлок расположен в 88 км к юго-западу от Ульяновска, на возвышенности между реками Барыш и Вешкайма. Железнодорожная станция на линии Ульяновск — Инза.
Одноимённое село Вешкайма  расположено в 6 км к северо-западу от посёлка.

## История
Посёлок Вешкайма, как железнодорожная станция «Вешкайма» на ветке Инза — Симбирск Московско-Казанской железной дороге, появилась в 1898 году. И была названа именем близлежащего села Вешкайма, которое возникло как слобода на Карсунско-Симбирской черте во второй половине XVII века.
До начала XX века проживало не более 20 человек, которые обслуживали станцию. 
В 1913 году на станции «Вешкайма», в 4 дворах жило 20 человек.
Оживилась Вешкайма, когда через станцию стали переправлять лес, позже и сельскохозяйственные продукты. Особенно это стало заметно в годы Гражданской войны. 
В 1921 году в новом помещении, построенном на средства железнодорожников, открылась школа первой ступени. 
В 1924 году Вешкайма делилась на три части:  село Вешкайма — 1 часть, 2 часть — посёлок, ныне Залесный и часть 3 — посёлок при станции, ныне р. п. Вешкайма. 
В 1926 году в посёлке насчитывалось 48 дворов с населением 248 человек. 
В 1927 году в нём была построена крупная база Нефтесиндиката, которая обеспечивала прилегающую территорию ГСМ и керосином для нужд местного населения.
В 1930 году на ст. Вешкайма организуется колхоз «Многополье», который позднее вошёл в состав колхоза имени Сталина в с. Вешкайма. 
В 1940 году, тут был создан лесхоз, ставший впоследствии крупным предприятием местной промышленности (в 1972 году преобразован в лесокомбинат).
Постепенно посёлок стал расширяться. Важным этапом в развитии поселка считаются 1950-55 годы, когда через него пустили линию электропередач Куйбышевской ГЭС им. В.И. Ленина. Монтажники и строители сначала поселились в палаточном городке рядом со станцией. Но позже палатки сменились капитальными домами, а территория вошла в состав поселка. 
Указом Президиум Верховного Совета РСФСР от 30 мая 1957 года районный центр Вешкаймского района перенесен из села Вешкайма в посёлок при ж/д станции Вешкайма.
В 2005 году рабочий посёлок стал административным центром Вешкаймского городского поселения.
26 апреля 2022 года 26-летний местный житель застрелил 68-летнего пенсионера, предварительно отняв его ружье, и затем отправившись в детсад "Рябинка", где продолжив стрельбу, нападавший убил воспитательницу и двоих детей.

## Население
| 1959  | 1970  | 1979  | 1989  | 2002  | 2007  | 2009  | 2010  |
| ----- | ----- | ----- | ----- | ----- | ----- | ----- | ----- |
| 2705  | ↗4136 | ↗5361 | ↗7781 | ↘7150 | ↘6600 | ↘6531 | ↗6619 |
| 2012  | 2013  | 2014  | 2015  | 2016  | 2017  | 2018  | 2019  |
| ↘6474 | ↘6307 | ↘6156 | ↘6049 | ↘5948 | ↘5899 | ↘5796 | ↘5679 |
| 2020  | 2021  |       |       |       |       |       |       |
| ↘5562 | ↗5783 |       |       |       |       |       |       |

## Экономика и промышленность
- В современном поселке городского типа Вешкайма действуют много предприятий: ПАО "ФСК ЕЭС" — Средне-Волжское предприятие межсистемных электрических сетей (ПС-500кВ Вешкайма), «Маслозавод Вешкаймский», Лесхоз комитета по лесу области. Также здесь есть птицефабрика, предприятия агропромышленного значения. В 2000 году на базе санатория "Солнечный" создан Центр комплексной реабилитации инвалидов.

- Работает завод по добыче и розливу минеральных природных питьевых столовых вод под ТМ "Ульянка", "Сила земли", "Бодрянка".

## Образование
- Муниципальное общеобразовательное учреждение Вешкаймская средняя общеобразовательная школа № 1;
- Муниципальное бюджетное общеобразовательное учреждение Вешкаймская средняя общеобразовательная школа № 2 им. Б. П. Зиновьева[24][25];
- Муниципальное образовательное учреждение дополнительного образования детей "Детская школа искусств р.п. Вешкайма".

## Достопримечательности
- Храм Бориса и Глеба.
- Обелиск в честь 40-й годовщины Победы) (1987 г.)[26]
- Усадьба Родионовых[27]